# Gramalote
 (août 2008).
Gramalote est une municipalité située dans le département de Norte de Santander en Colombie.

## Situation géographique
La municipalité de Gramalote se trouve dans la cordillère des Andes orientale. Elle possède un relief montagneux et escarpé.

### Division administrative
Le territoire administratif de la municipalité de Gramalote est composé de 24 zones rurales, qui sont San Jorge, San José, Zumbador, Santa Bárbara, Boyacá, Violetas, La Garza, Villanueva, Ricaurte, Fátima, Cadral, San Isidro, Mirador, Triunfo, Jácome, Santa Anita, Rosario, Mongui, Piedecuesta, Silencio, Santa Teresita, Teherán, Valderrama y Miraflores, et de sa zone urbaine

### Communes avoisinantes
Gramalote est bordée par les municipalités de Santiago et de Zulia à l'est, de Sardinata et Lourdes au nord-ouest, Villa caro à l'ouest et Salazar au sud.

## Histoire

### Contexte du mouvement de colonisation en Colombie
Après la période de la Conquête Espagnole vient celle de la colonisation du territoire dans tout le Nouveau Monde. En réalité, ce mouvement de peuplement qui consistait à l'appropriation des zones encore inhabitées en Colombie, par l'implantation de colons à des fins agricoles, fut initié par les espagnols d'abord, au XVIe siècle, et continué par les créoles ensuite, jusqu'au XXe. Il faut savoir qu'à l'origine, cette partie du territoire n'était pas peuplée. Ce mouvement de peuplement s'est poursuivi au XIXe siècle dans pratiquement tout le territoire national.

### Colonisation de la région
La colonisation de cette région a débuté avec les habitants des grandes agglomérations existantes à la fin du XVIIIe siècle et du début du XIXe (Cúcuta, Pampelune, Salazar de las Palmas et Ocaña entre autres). Les premiers colons ont commencé à arriver à la fin du XVIIIe siècle, prenant possession des terres et constituant souvent des fermes très étendues mais aussi des petites ou moyennes propriétés, sans aucune urbanisation jusqu'à l'année 1857.

### Fondation

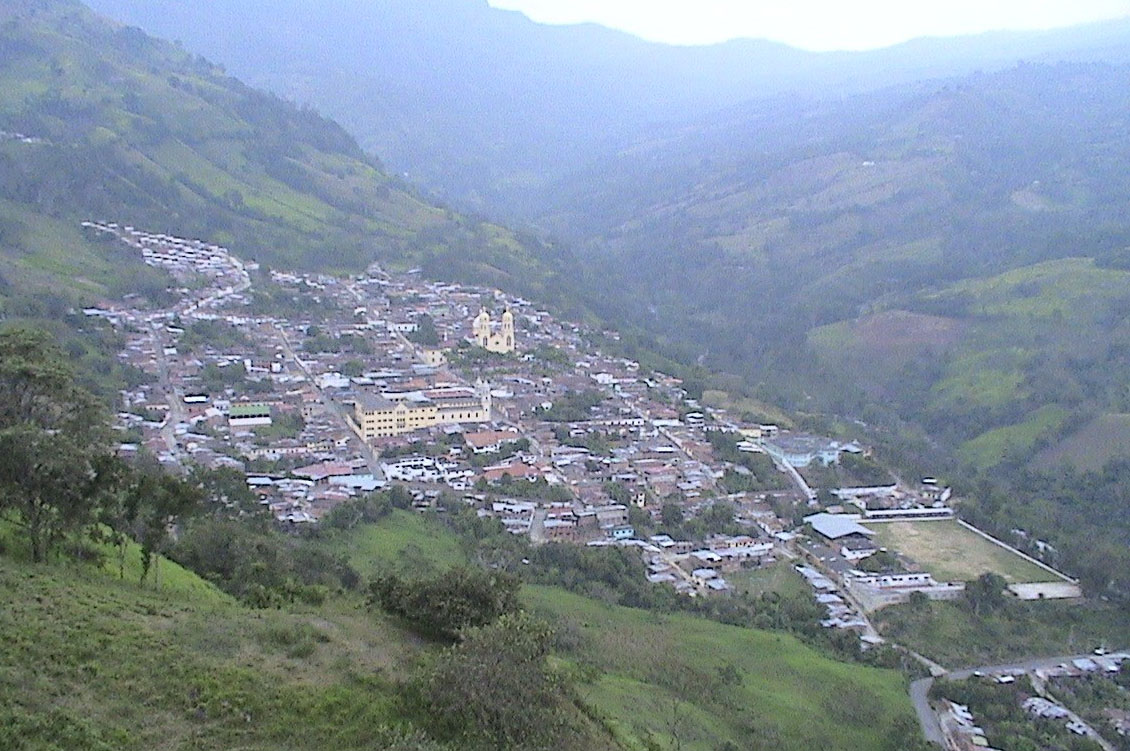
Vue du village du Sud.

En cherchant à établir, pour les nombreux colons déjà installés, un point d'échange commercial et de centralisation des services comme l'éducation ou la religion, Don Gregorio Montes fonde la première municipalité le 27 novembre 1857 sous le nom de Calderos (fr. Chaudrons). Le fondateur cède des terrains de sa propriété pour la construction du premier oratoire  du hameau. Dans un premier temps, le hameau naissant de Calderos fait partie de la municipalité de Salazar de las Palmas, dont la fondation date de 1583. Le premier nom, Calderos, lui a été simplement donné par la rivière la plus proche, la Caldera.
Le 7 octobre 1864, le hameau devient un district en portant le nom de Galindo par acte de l’Assemblée Corporative du département de Santander. Cet acte de caractère politique, était complètement contraire à la volonté des habitants, puisque ce nom lui était attribué en souvenir du Général libéral Teodoro Galindo qui, durant l'une des guerres civiles du XIXe siècle, a essayé de prendre militairement le village et a fait face à la résistance de la population, finalement assassiné sur le chemin de Salazar. Le nouveau nom s'utilisait uniquement dans les actes écrits officiels, le reste des habitants ne reconnaissant que le nom de Calderos.
Le 1er janvier 1865, Galindo devient une commune, ayant pour maire Don Abelardo Madariaga et comme juge Don Timoteo Rolón.

### Création de la paroisse
Depuis la fondation, Calderos dispose d'une église, alors que l'Évêque de Pampelune dont dépendait le secteur n'avait pas encore fondé la paroisse. Ainsi, la première chapelle ne disposait pas de prêtre stable et n'était utilisée que pour la prière ou l'Eucharistie lors de passages sporadiques d'ecclésiastiques. Les ruines de celle-ci sont celles que l'on peut encore voir dans la partie nord du village.
La paroisse a été érigée par un décret épiscopal de Nouvelle Pampelune Monseigneur Bonifacio Antonio Tasco. Le premier curé de Galindo a été don Secundino Jácome, et la date de commencement du fonctionnement de la paroisse est celle du 7 janvier 1866, établie avec l'invocation à l'Archange Raphaël. La zone d'influence de cette paroisse incluait des secteurs de ce qu'est aujourd'hui Sardinata et Lourdes

### Délocalisation et changement de nom
Dès les années 1870, des réflexions sont lancées sur la relocalisation du village. Il en est ressorti que l'emplacement initial se trouvait sur un site trop escarpé et par conséquent peu apte au développement futur de la municipalité. Malgré les opinions divergentes des habitants  sur la nécessité du déplacement et les alternatives, le choix majoritaire s'est porté sur le site actuel.. 
À la suite du tremblement de terre de 1875 et par la volonté de nombreux habitants du village qui se développait, la décision a été prise de sa relocalisation définitive. Celle-ci est débattue  entre 1880 et 1883. Finalement, sur l'initiative du prêtre Domiciano Antoine Valderrama, il est décidé de transférer le village sur son site actuel.
On commence alors la création du nouveau Galindo, dans l'actuel lieu de Gramalote, et principalement la construction de l'église consacrée, ainsi que le précédent oratoire, à l'Archange Raphaël.
La construction de l'église se termine dans les années 1940 et elle est décorée de vitraux, des fresques et des images religieuses qui ont été offertes à la paroisse par diverses familles tout au long de la construction, et dont il est possible encore de lire les noms de ces bienfaiteurs. Les tympans de la plus grande coupole reproduisent des scènes bibliques. En 1910, il est installé dans la tour orientale l'horloge lunaire. Ses tours et façade ont été reconstruites pour le premier centenaire de la fondation en 1957 par initiative du père Samuel Jaimes, en donnant sur l'ensemble une géométrie beaucoup plus svelte et mieux proportionnée. L'église contait en plus d'un superbe retable fixé sur l'autel mayeur et d'un ambon en bois de taille, qui malheureusement furent démontés au début des années 1970 à la suite des orientations du Concile Vatican II, comme cela est arrivé dans une grande partie des lieux de culte du monde [catholique].
Les vestiges qui permettent de rappeler l'existence de l'ancien Calderos que les habitants nomment encore Pueblo-Viejo (Vieux-Village) sont rares et restent ignorés. La réticence de quelques habitants à quitter la première implantation ; ont conduit l'Évêque de Pampelune de décider la démolition du premier oratoire afin de motiver les habitants récalcitrants à se déplacer vers la nouvelle implantation. De Calderos persistent seulement les ruines qui s'étalent le long de l'ancienne voie centrale, dénommée « Calle de la Jeringa » (Rue de la seringue).
Avec la Constitution de la Colombie de 1886, les attributions de la pyramide administrative de la Nation sont révisées et permettent désormais aux communes de changer le nom de la municipalité de leur propre initiative. Ainsi en 1888, cette opportunité est saisie et la municipalité opte pour le nom de Gramalote, qui provient peut-être de la plante graminée présente dans la zone ; plante qui était le fourrage principal pour le bétail, alors disponible dans le secteur.

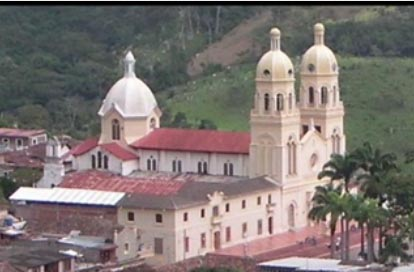
Église et presbytère.

Le XIXe siècle est aussi l'implantation de la culture du café dans cette région. Culture qui s'est imposée comme source principale de revenus.
Parmi les premières familles implantées, il y a les noms : Angarita, Anto, Ayala, Ballesteros, Belfini, Berti, Botello, Bruno, Buono, Bayona, Cardenas, Castellanos, Delfino, Escalante, Galvis, Gomez, Guerrero, Gutierrez, Hernandez, Ibarra, Jacome, Lazaro, Luzardo, Madariaga, Mantilla, Molina, Montez, Ordoñez, Ortega, Palacios, Pascual, Peñaranda, Rojas, Rolón, Romero, Sánchez, Valderrama, Vermont y Yañez.
Par la suite, la fondation des municipalités de [Lourdes] et Sardinata et le tracé de la route de Cúcuta font de Gramalote un passage obligé et offre à la commune un fort développement avec une abondante activité commerciale de produits agricoles et de biens de consommation.
À la fin du XIXe siècle, deux communautés religieuses féminines s'installent dans la municipalité. Elles apportent pour une longue période la seule ressource médicale et d'éducation. D'abord, les Filles de la charité de Saint Vincent de Paul qui fondent et construisent l'hôpital du même nom. Plus tard la communauté des Sœurs Betlemitas qui, sous la conduite de la mère Encarnación ; fondent et construisent le collège Sacré Cœur de Jésus. L'un et l'autre avaient une envergure qui leur permettait d'être un centre de santé et d'éducation non seulement de la municipalité mais de la région. 
Le collège, persiste de nos jours, avec une grande vitalité et ce, grâce aux aides de l'État, mais il reste dirigé par la communauté fondatrice. L'hôpital quant à lui étatisé, a conservé, avec autorisation des autorités d'État, la présence de la communauté religieuse. Toutefois, par la suite il a été privé de la participation des sœurs. À partir de ce moment, l'hôpital commence à perdre des compétences et ressources, l'État ne pouvant pas remplacer le vide qu'il a lui-même généré.
Aux années 1950, le tracé de la route Gramalote-Sardinata qui est une sortie vers l'atlantique par Ocaña a permis à la localité, pendant quelques années, d'être la route des voyageurs et des commerçants.
Dans les années 1960 se fondent deux nouveaux lycées : le premier d'éducation d'état et pour l'éducation littéraire et scientifique, nommé Simón Bolivar, et le deuxième préparant au bac agricole, nommé Collège Vocationnel. Finalement, en 1990, la congrégation des Clarisses installent une communauté dans le village.

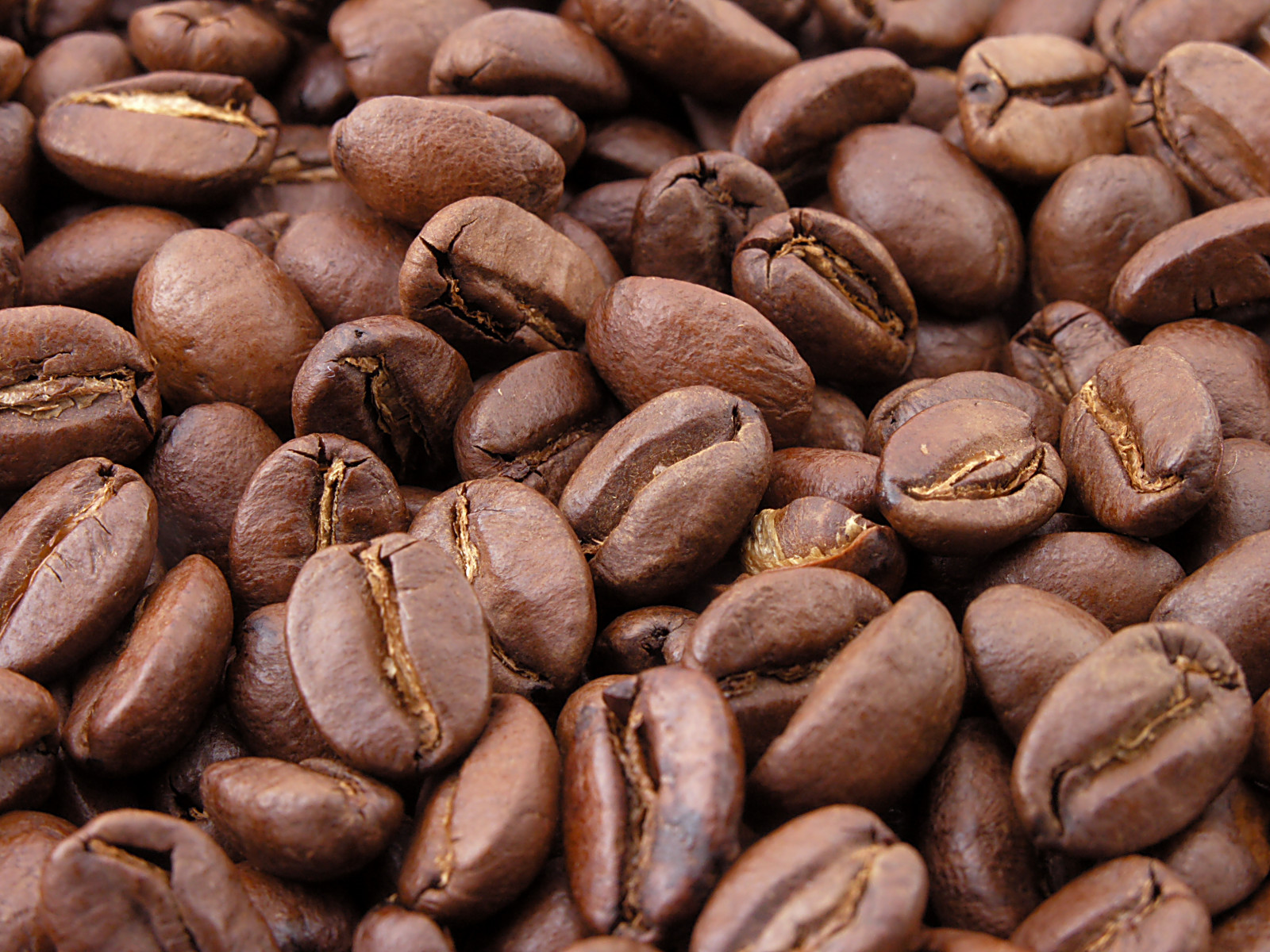
Le café est la principale source de revenus de la région.

## Festivités

### Festivités de Noël
16 et 24 décembre

## Autres institutions
Galerie d'images de Gramalote
- Instituto Departamental Sagrado Corazón de Jesús: Comunidad de las Hermanas Betlemitas
- E.S.E Hospital San Vicente de Paul, fundado por las Hijas de la Caridad de San Vicente de Paul
- Convento de Hermanas Clarisas
- Parroquía San Rafael de Gramalote
- Registraduria nacional del Estado Civil
- Gobernación del Norte de Santander